# Козлятьево (Тверская область)
Козлятьево — деревня в Калининском районе Тверской области. Входит в состав Щербининского сельского поселения.

## География
Находится в юго-восточной части Тверской области на расстоянии приблизительно 10 км на юг по прямой от города Тверь.

## История
Была отмечена на карте 1825 года как Козлятево. В 1859 году здесь было учтено 3 двора.

## Население
Численность населения: 31 человек (1859 год), 3 (русские 67 %) в 2002 году, 1 в 2010.